# Elezioni parlamentari in Siria del 1981
Le elezioni parlamentari in Siria del 1981 si tennero il 9-10 novembre. Esse videro la vittoria del Partito Ba'th, che ottenne 127 seggi su 195.

## Risultati
| Liste                      | Voti | %     | Seggi |
| -------------------------- | ---- | ----- | ----- |
| Partito Ba'th              |      | 65,13 | 127   |
| Unione Socialista Araba    |      | 4,62  | 9     |
| Socialisti Unionisti       |      | 4,10  | 8     |
| Movimento Socialista Arabo |      | 2,56  | 5     |
| Indipendenti               |      | 23,59 | 46    |
| Totale                     |      |       | 195   |